# オニノヤガラ
オニノヤガラ（鬼の矢柄、学名：Gastrodia elata ）は、ラン科オニノヤガラ属の多年草。腐生植物。

## 特徴
腐生植物であり、光合成を行わず、葉緑素を持たない。地下の塊茎は長さ10センチメートル前後の楕円形で、表面には多くの節がある。茎は直立し、帯黄褐色で、高さは40 - 100センチメートルになり、円柱状の茎に膜質の鱗片葉をまばらにつける。
花期は6 - 7月で、20 - 50個の黄褐色の花を茎の先端に総状につけ、下方から開花していく。花は3萼片（外花被片）が合着して壷状になり、中に2個の側花弁と卵状長楕円形の唇弁がある。

## 分布と生育環境
日本では北海道、本州、四国、九州に分布し、山地の樹林下、湿原に自生する。アジアでは中国と韓国、台湾に分布する。木材腐朽菌であるナラタケと共生する（複数種の総称。本州の11ヶ所で採取したオニノヤガラ塊茎から分離した11菌株のうち、8株が Armillaria gallica、2株が A. nabsnona、1株が A. cepistipes であった）。

## 利用
生薬名は天麻(てんま)。
半夏白朮天麻湯としてめまいや頭痛、メニエール病、リウマチなどに応用される。
アイヌの人々の間ではウニンテプとして根が主要な食料とされ、松浦武四郎は『石狩日誌』で「アイヌのサツマイモ」として紹介している。

## 栽培
本種はナラタケから栄養提供をうけて生活する菌従属栄養植物であるため、本種のみを単独で鉢植えにすると栄養の供給が断たれて衰弱枯死する。しかし、共生菌を培養接種したキノコ栽培用原木を土中に埋設し、その隣に塊茎を植えつけた場合は育成が可能である。この手法によって中国などでは漢方薬材料としてオニノヤガラが商業的に大量栽培されている。
本種は種子発芽時にはナラタケではなくクヌギタケ属を共生菌としているが、中国では種子発芽用の共生菌は「萌友菌」、親株栽培用の菌は「蜜环菌」と呼ばれ、それぞれ人工培養された菌がオニノヤガラの種子や苗と共に商業販売されている。さらに詳細な栽培解説書や、近年では解説DVDもある。
日本国内でも実験的には人工栽培が試みられているが、価格的に中国産に対抗できないため商業化はされていない。ナラタケ菌には植物病原性があるので隔離栽培が必要なこと、高温を嫌うために関東以南では空調などを利用しないと安定した培養が困難であるなどの点からも、国内でオニノヤガラ栽培が普及する可能性は低いと考えられる。

## ギャラリー
- 開花前
- 花は壷状になり、中に側花弁と唇弁がある。
- 花後

## 下位品種
- アオテンマ Gastrodia elata Blume f. viridis (Makino) Makino ex Tuyama　-茎が緑色になる。
- シロテンマ Gastrodia elata Blume f. pallens (Kitag.) Tuyama　-茎が短く、花、茎とも淡黄色になる。絶滅危惧IA類(CR)。